# Йодид кадмію
Йодид кадмію — неорганічна сполука з формулою CdI2. Це біла гігроскопічна тверда речовина. Його також можна отримати у вигляді моно- і тетрагідрату. Має небагато застосувань. Він примітний своєю кристалічною структурою, яка характерна для сполук форми MX2 із сильними ефектами поляризації.

## Отримування
Йодид кадмію отримують додаванням металевого кадмію або його оксиду, гідроксиду чи карбонату до йодидної кислоти. Також сполуку можна отримати шляхом нагрівання кадмію з йодом.

## Кристалічна структура

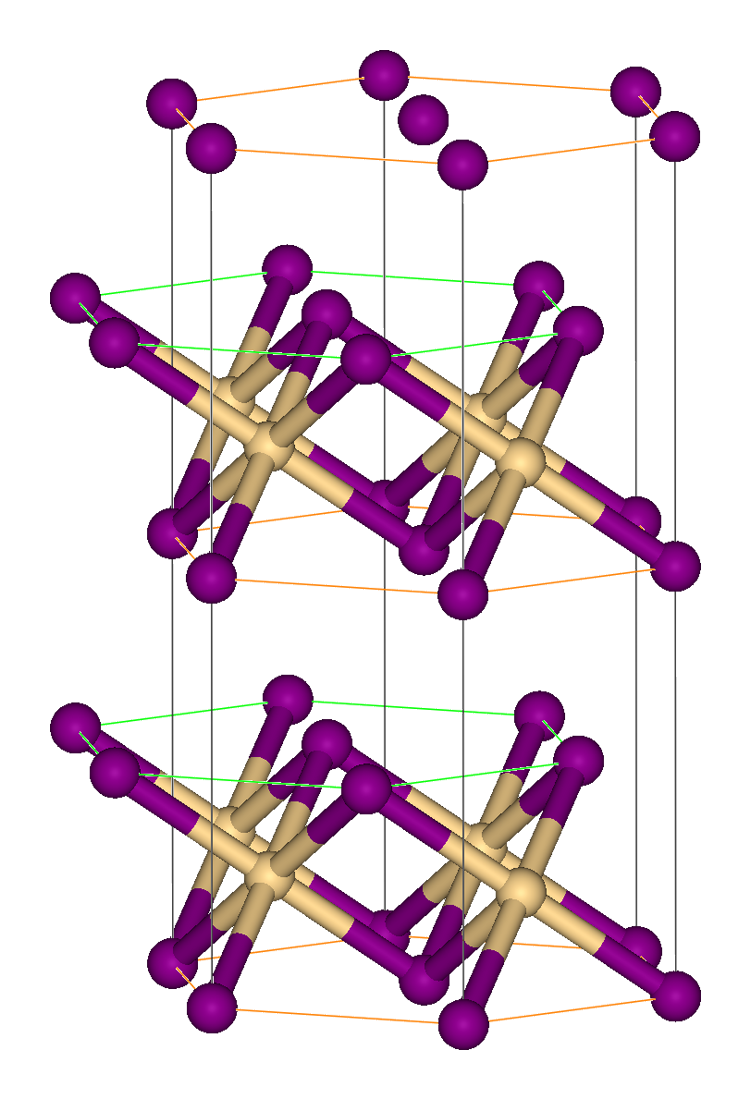
Аніони йодиду в молекулі CdI_{2} утворюють гексагональну щільно упаковану решітку, тоді як катіони кадмію займають усі октаедричні отвори в шарах, що чергуються.

У йодиді кадмію аніони йодиду утворюють гексагональну щільно упаковану структуру, тоді як катіони кадмію заповнюють усі октаедричні отвори в шарах, що чергуються. Отримана структура складається з шаруватої решітки. Таку ж базову структуру можна знайти в багатьох інших солях і мінералах. Йодид кадмію здебільшого пов’язаний іонними зв’язками, але має частковий ковалентний характер.
Кристалічна структура йодиду кадмію є прототипом, на якому можна вважати, засновані кристалічні структури багатьох інших сполук. Сполуки з будь-якою з наведених нижче характеристик мають тенденцію приймати структуру йодиду кадмію:
- Йодиди помірно поляризуючих катіонів; броміди і хлориди сильно поляризуючих катіонів
- Гідроксиди дикатионов, тобто сполуки загальної формули М(ОН)2
- Сульфіди, селеніди та телуриди (халькогеніди) тетракатів, тобто сполуки із загальною формулою MX2, де X = S, Se, Te